# Bhumananda
Bhumananda, swami guru Bhumananda Paramahansa (dewanagari स्वामी गुरु भुमानन्द परमहंस, trl. svāmī guru bhumānanda pāramahaṃsa) (ur. 24 grudnia 1873 w Bengalu, zm. w 1958). Przyszedł na świat jako Panćan Ganguli. Od 29 kwietnia 1928 roku, aż do swojego mahasamadhi w 1958 roku był następcą Guru Purnanandy jako Guru adźapajogi. W przypadku Guru Bhumanandy tytuł swami jest formą grzecznościową stosowana wobec świętych i guru nieprzynależących do żadnej z dziesięciu tradycji swamich daśanami.

## Życiorys
Panćan Ganguli pochodził z rodziny arystokratycznej. Mieszkał w małym miasteczku w Bengalu (obecnie miasteczko znajduje się w Bangladeszu przy granicy z Indiami) o nazwie Radźszahi (ang. Rajshahi) i pracował tam jako księgowy. Był osobą dobrze wykształconą, miał żonę i dwóch synów. W wieku 35 lat, czyli w roku 1908 Panćan Ganguli, poszukując odpowiedzi na nurtujące go pytania duchowe, spotkał po raz pierwszy Guru Purnanandę Paramahansę. Po rozmowie z nim, zapragnął stać się uczniem tego guru. Niestety, ku jego zaskoczeniu, Purnananda odmówił mu dikszy i stwierdził, że nie dojrzał jeszcze do inicjacji. Po około czterech latach ponownie spotkał Purnanandę, ale ten i tym razem nie chciał udzielić mu inicjacji podtrzymując swoją dotychczasową argumentację, że nie jest jeszcze gotów do dikszy. Jednakże ze względu na błagalne prośby Panćana, Purnananda udzielił jemu i jego rodzinie dikszy i nauczył techniki adźapajogi. Po około dwóch latach praktyki Panćan Ganguli postanowił, bez zgody Guru Purnanandy, sprzedać swój dom, zakończyć pracę i wraz z rodziną przenieść się do Dźagatpur Aśram. Gdy przybyli do aśramu Guru Purnanandy, ten był bardzo niezadowolony z decyzji swego ucznia. W aśramie panowały skrajnie trudne warunki socjalno-bytowe, które w krótkim czasie negatywnie odbiły się na zdrowiu, arystokratycznie wychowanego, Panćana Ganguli. Chociaż poświęcał ponad 10 godzin dziennie na praktykę adźapajogi rozchorował się na tyle poważnie, że znalazł się w szpitalu w Ćottogram (ang. Chittagong). Po powrocie ze szpitala nadal pozostał w aśramie, ale stan jego zdrowia ponownie się pogorszył. Purnananda podjął wówczas decyzję, że Panćan Ganguli wraz z rodziną musi opuścić aśram. Obiecał, że gdy nadejdzie właściwy czas ponownie wezwie go do siebie do aśramu. Przed odejściem poinstruował go w jaki sposób ma odzyskać swój dom, pracę i wszystko co posiadał.
Po tych trudnych doświadczeniach Panćan Ganguli powrócił do rodzinnego trybu życia dokładnie wypełniając instrukcje swojego Guru, okresowo podczas urlopu odwiedzając Dźagatpur Aśram i praktykując tam kriję – nazwa techniki medytacji adźapajogi.
Purnananda po spełnieniu instrukcji otrzymanej od Risziego Matanga, czyli po wybudowaniu Kalipur Aśram postanowił, że dobiegł już czas jego pobytu w ciele i podjął decyzję o wejściu w ostateczne samadhi. Przed mahasamadhi Purnananda uczynił Bhumanandę swoim następcą. Było to duże zaskoczenia dla mieszkających i praktykujących w aśramie uczniów, ponieważ Bhumananda prowadził rodzinny tryb życia, a tylko okresowo odwiedzał aśram. Nie tylko uczniowie byli zaskoczeni decyzją swojego guru, ale również sam Bhumananda był nią zaskoczony, ale przyjął ją z pokorą i krótko po mahasamadhi porzucił rodzinny tryb życia i zamieszkał w Kalipur Aśram. Gdy Purnananda wskazał na Bhumanandę jako na swojego następcę, nie był on jeszcze osobą samozrealizowaną, jednakże w krótkim czasie osiągnął on stan Guru.

## Znaczenie
Guru Bhumananda Paramahansa przez większość swojego życia nie był typem sadhu. Prowadził rodzinny tryb życia, a dopiero w wieku około 55 lat zamieszkał w aśramie. Jego życie przypominało życie współczesnych nam ludzi, zajętych rodziną i sprawami światowymi. Jednakże był on bardzo zaangażowany w praktykę adźapajogi zwaną kriją. Będąc „głową rodziny”, czyli człowiekiem światowym, znajdował czas na praktyce kriji. Gdy kończył swoje obowiązki rozpoczynał praktykę, która niekiedy zajmowała mu całą noc. Często nie spał w ogóle lub spał tylko godzinę lub dwie. Dzięki tej determinacji zaszedł w swojej praktyce bardzo wysoko. Jednakże aby osiągnąć stan Guru musiał porzucić światowe życie i zamieszkać w aśramie. Tak też spełniły się słowa jego Guru, że we właściwym dla niego czasie wezwie go aśramu, a ten moment nastąpił dopiero po jego mahasamadhi.
Bhumananda kontynuował nauczanie swojego Guru i rozpowszechniał nauki adźapajogi prowadząc szeroką korespondencję ze swoimi uczniami i znawcami pism świętych różnych religii oraz publikując artykuły w indyjskich czasopismach i periodykach naukowych poświęconych tematyce duchowej.
Następcą Bhumanandy był jego uczeń Janardan znany jako Guru Janardan Paramahansa.
Guru Bhumananda Paramahansa opuścił swoje ciało poprzez mahasamadhi w 1958 roku. Mahasamadhi miało miejsce w Kalipur Aśram i tam spoczęło ciało Bhumanandy. W tym miejscu została wybudowana mała świątynia, w której uczniowie celebrują codziennie o godzinie 9:30, 19:00 i o 3:00 (rano) gurupudźę (dewanagari पूजा, trl. pūjā, ang. Puja, tłum. wielbienie, ofiara, szacunek). W miejscu tym, według osób tam medytujących, panuje wspaniała atmosfera ułatwiająca medytację w technice adźapajogi.